# Koźle-Port
Koźle-Port (niem. Cosel Oderhafen) – portowa część miasta Kędzierzyna-Koźla (województwo opolskie). Do 1975 roku osiedle w Koźlu.

## Historia

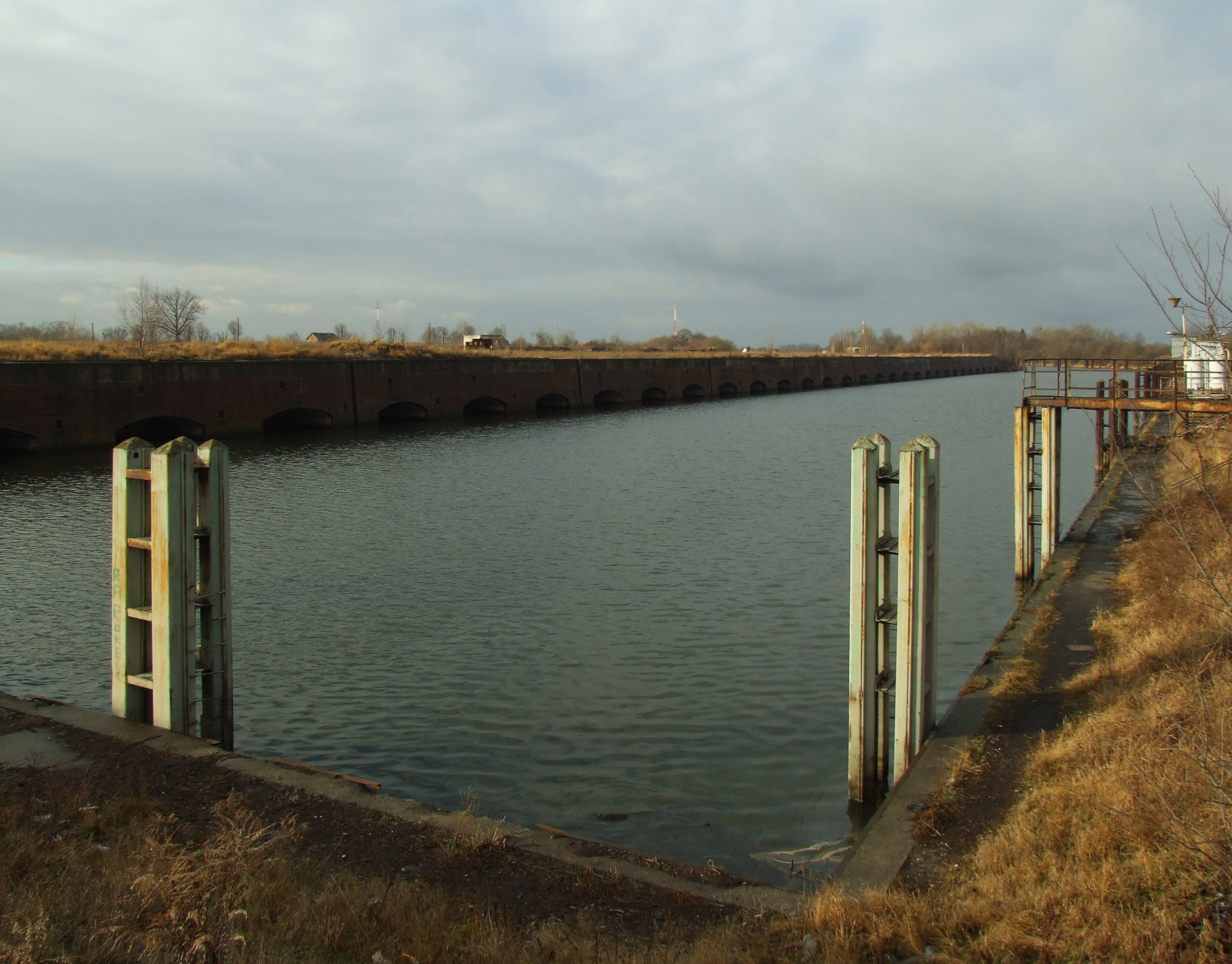
Najmłodszy basen portowy

W latach 1792–1821 wybudowano Kanał Kłodnicki, który pobudził rozwój gospodarczy okolic Koźla. Po Kanale Kłodnickim kursowało rocznie ponad 1 tys. statków, przewożąc głównie towary z Gliwic do manufaktury w Sławięcicach oraz do składnicy towarów żelaznych utworzonej u ujścia Kanału do Odry. W 1861 wybudowano bocznicę kolejową z Kędzierzyna do przystani przy Kanale Kłodnickim.
W latach 1891–1908 wybudowano port rzeczny w Koźlu-Porcie. Był to największy port rzeczny na Odrze i drugi pod względem przeładunków (4 mln t rocznie, w latach 80. XX wieku już tylko 1 mln t) port rzeczny w Europie, obsługujący dziennie 40 barek. Przeładowywano w nim węgiel i rudę przywożoną Kanałem Kłodnickim ze wschodniego Górnego Śląska. Statki odpływały Odrą do portów w środkowych i północnych Niemczech.
Przy porcie powstała fabryka papieru i celulozy.
Podczas III powstania śląskiego 10 maja 1921 nacierające od wschodu siły powstańcze dowodzone przez ppor. Walentego Fojkisa zdobyły Kłodnicę i Koźle-Port wypierając Niemców na drugi brzeg Odry do Koźla.
4 czerwca 1921 niemieckie oddziały przeszły do kontrofensywy, zdobywając Koźle-Port, Kłodnicę i Kędzierzyn.
W lipcu 1922 powiat kozielski został oficjalnie przekazany administracji niemieckiej i włączony do Niemiec.
W ramach rozpoczętej przez nazistów walki z bezrobociem podjęto budowę Kanału Gliwickiego (lata 1934-1938), który połączył Gliwice z Koźlem-Portem. Oddanie Kanału do eksploatacji nastąpiło 8 grudnia 1939 w obecności ministra Rudolfa Hessa.
W dniu 31 stycznia 1945 Armia Czerwona zajęła Koźle-Port. 21 marca 1945 rozpoczęło się przejmowanie od Armii Czerwonej obiektów gospodarczych w powiecie kozielskim.

## Gospodarka
- Kozielska Fabryka Maszyn „Kofama” – produkcja maszyn i urządzeń

## Komunikacja
Miejski Zakład Komunikacyjny w Kędzierzynie-Koźlu posiada w dzielnicy Koźle-Port 4 przystanki autobusowe: Koźle Port Przedszkole, Kofama, Spółdzielnia „Inmet”, PKN Orlen.
Przebiegają tędy trzy linie autobusowe: 2, 4 i 14 oraz wybrane kursy linii nr 13.

### Kolej
W Koźlu-Porcie znajduje się przystanek kolejowy Kędzierzyn-Koźle Przystanek.

## Zabytki
- Wieża wodociągowa;
- Zespół portowy (ul. Żeglarska) posiada trzy baseny z zachowanymi urządzeniami przeładunkowymi (wywrotnice wagonowe).